# Конный лейб-гвардии полк
Лейб-гвардии Конный полк, Леиб-Гвардейский Конный полк — кавалерийский полк Русской императорской гвардии.
Старшинство полка (дата, на которую он окончательно был сформирован) — 7 марта 1721 года. Полковой праздник — 25 марта, Благовещенье Пресвятой Богородицы. Штаб-квартира и дислокация: Санкт-Петербург.

## История
Хотя в ходе Северной войны Пётр I распустил старую кавалерию и не создавал никакой новой, кроме драгун (ездящей пехоты), в 1704—1706 гг. два петровских военачальника, князь Меншиков и граф Шереметев обзавелись собственными кавалерийскими эскортами «шквадронного» (формально шквадрон того времени можно было бы назвать эскадроном, но он не был равен роте, как позднее, а состоял из двух или более рот, как батальон) штата — Лейб-шквадрон, то есть личный конвой у светлейшего князя Меншикова был сформирован 16 июня 1706 года.
В 1719 году император приказал объединить «Домовой» шквадрон Шереметева и «Лейб-шквадрон» Меншикова со шквадроном Санкт-Петербургской губернии, с 1706 года выполнявшим полицейские функции в столице и также подчинявшемся Меншикову как губернатору, в Кроншлотский драгунский полк. Формирование полка продолжалось два года, до 7 марта 1721 года.
21 декабря 1725 года он переформирован в Лейб-регимент по шведскому образцу и укомплектован исключительно дворянами. В отличие от прочих драгун, полк получил красный приборный цвет и камзолы с золотыми шнурами; снаряжение и вооружение было одинаковое с гвардией; вместо одного пистолета — два, и не было топоров. Лейб-регименту были пожалованы литавры шведской конной гвардии, взятые у них в сражении при Полтаве 8 июля 1709 года.
31 декабря 1730 (11 января 1731) года полк наименован Конной гвардией и наделён всеми правами гвардии — тем самым было положено начало регулярной гвардейской коннице. Штат полка: 5 эскадронов по 2 роты в каждом (всего 1423 человек, из них 1111 строевых чинов). Императрица Анна приняла на себя звание полковника или шефа полка; затем это звание носили Пётр III и Екатерина II.
Повседневная форма конногвардейцев была аналогична драгунской, отличаясь только красным цветом камзола и штанов. Парадная форма состояла из колета, подколета и штанов из оленьей кожи, железной полукирасы с медными элементами, палаша на поясной портупее, карабина без штыка с перевязью и двух пистолетов. Снаряжение и конский убор были аналогичны драгунским. Со времен императрицы Анны полк комплектовался преимущественно остзейскими (прибалтийскими) немцами.
В 1737 году полк принял первое участие в русско-турецкой войне — три из десяти рот полка сражались при взятии Очакова и в битве при Ставучанах.
Павел I включил в состав полка часть конных гатчинских войск, и в 1800 году назначил его шефом цесаревича Константина Павловича.
В 1801 году император Александр I наименовал полк лейб-гвардии Конным. Шефами полка после смерти цесаревича Константина считались царствующие государи.
В 1805 году полк принял участие в Австрийском походе, и 20 ноября (2 декабря) участвовал в битве при Аустерлице. Все пять эскадронов полка под командованием генерал-майора И. Ф. Янковича вместе с Лейб-гусарами атаковали батальон французской пехоты. Рядовые 3-го взвода 2-го эскадрона Гаврилов, Омельченко, Ушаков и Лазунов захватили почетный трофей — французского батальонного «орла» 4-го линейного полка. За это отличие на штандарт полка поместили надпись «За взятие неприятельского знамени под Аустерлицем 20 ноября 1805 г.».
В 1807 году конногвардейцы участвовали в сражениях у Гейльсберга и Фридланда. 2 июня под Фридландом полк под огнём 30 французских орудий атаковал и опрокинул французскую кавалерию, ворвавшись затем в порядки пехоты. 4-й эскадрон полка под командованием ротмистра князя И. М. Вадбольского ценой тяжёлых потерь спас полк от контратаки французской кавалерии. В кавалерийской атаке погибло 16 офицеров и 116 нижних чинов полка.
Полк отличился в Бородинском сражении, вместе с Кавалергардским полком атаковав кирасирскую дивизию Лоржа из корпуса Латур-Мобура у батареи Раевского. За этот бой 32 офицера-конногвардейца были награждены орденами.
В апреле 1813 года полк был награждён Георгиевскими штандартами с надписью «За отличие при поражении и изгнании неприятеля из пределов России 1812 г.».
В 1813 году полк участвовал в Заграничном походе Русской Армии и сражался 16-18 августа 1813 года при Кульме, 4-6 октября 1813 года при Лейпциге и 13 марта 1814 года при Фер-Шампенуазе. За последнее сражение полк получил 22 Георгиевские трубы с надписью «За храбрость против неприятеля при Фер-Шампенуазе 13 марта 1814 г.». 19 марта 1814 года полк вместе со всей русской армией вошёл в Париж. За эту кампанию полку были пожалованы Георгиевские штандарты.
14 декабря 1825 года полк участвовал в разгоне восставших на Сенатской площади. В стычке погиб рядовой 3-го эскадрона Павел Панюта.
В 1831 году два дивизиона полка участвовали в подавлении Польского мятежа и штурме Варшавы (25-26 августа). С 1835 по 1846 год многие офицеры полка добровольцами участвовали в Кавказской войне. В 1849 году полк участвовал в подавлении мятежа в Венгрии. Во время Крымской войны полк нёс службу по охране побережья Финского залива от Петергофа до Петербурга на случай высадки англо-французского десанта. В 1877—78 годах многие офицеры полка добровольцами отправились на русско-турецкую войну. В русско-японскую войну полк не участвовал в боях, но несколько офицеров и 28 нижних чинов полка выступили на фронт добровольцами.
С началом Первой мировой войны в 1914 году полк в составе 1-й гвардейской кавалерийской дивизии выступил на германский фронт, где вошел в состав 1-й армии генерала Ренненкампфа. 6 августа участвовал в сражении при Каушене, где гвардейцы в пешем строю, атаковали немецкую батарею, прикрытую пулемётами. Полк понёс тяжелейшие потери. Исход атаки решила конная атака Лейб-эскадрона под командованием ротмистра П. Н. Врангеля, в ходе которой погибли почти все офицеры эскадрона. В память славного боя и ознаменование подвига конногвардейцев 2 трофейных германских 77-мм орудия, 4 зарядных ящика и вышка Высочайшим повелением были пожалованы в собственность («в дар») лейб-гвардии Конному полку.
28 июля 1917 года полк был переименован в Конную Гвардию. В декабре началось расформирование полка. 19 декабря под Жмеринкой был расформирован первый дивизион (1, 2 и 5-й эскадроны), а второй дивизион (3, 4 и 6-й эскадроны) самораспустился. Офицеры и часть нижних чинов разъехались по домам, а около 150 нижних чинов вернулись в казармы в Петроград, где в феврале — марте 1918 года полк был окончательно расформирован.
Из вернувшихся в Петроград нижних чинов и унтер-офицеров гвардии в январе 1918 года Петроградский Совет сформировал 1-й Конный полк РККА (командир полка Э. И. Кусин, помощник командира Фомичев, командир 1-го эскадрона Ерошов, адъютант полка Карачинцев), разоруженный весной 1919 года за желание офицеров перейти к белым.
С января 1919 года конногвардейцы вместе с другими гвардейскими кирасирами вошли в состав команды конных разведчиков Сводно-гвардейского пехотного полка Добровольческой армии. В марте 1919 года был сформирован Сводный полк гвардейской кирасирской дивизии, в котором конногвардейцы составили 2-й эскадрон. В июне 1919 года на базе Сводного полка был сформирован 1-й Гвардейский Сводно-кирасирский полк, в котором конногвардейцы были представлены 2 эскадронами. С 15 декабря 1919 года эскадрон Конного полка вошел в Сводно-гвардейский кавалерийский полк 1-й кавалерийской дивизии, а по прибытии в Крым с 1 мая 1920 года стал 2-м эскадроном Гвардейского кавалерийского полка Русской армии генерала Врангеля. В ходе боев лета-осени 1920 года эскадрон потерял значительную часть своего состава и в сентябре 1920 года был расформирован, а оставшиеся в живых были сведены во взвод, который генерал Врангель превратил в свой конвой. Полк потерял в Белом движении 18 офицеров (5 расстреляны, 12 убиты и 1 умер от болезней), а по другим данным 23 (в мировой войне — 12).
Полковое объединение в эмиграции («Союз Конногвардейцев») к 1931 году насчитывало 105, к 1951 — 50 человек. В 1953—1967 годах издавало на ротаторе ежегодный журнал «Вестник конно-гвардейского объединения».

## Полковники Конной гвардии[4]и шефы полка
Шефы формирования:
- 31.12.1730 — 17.10.1740 — Императрица Анна Иоанновна
- 10.11.1740 — 25.11.1741 — Император Иван VI
- 25.11.1741 — 25.12.1761 — Императрица Елизавета Петровна
- 25.12.1761 — 09.02.1762 — Император Пётр III
- 09.02.1762 — 28.06.1762 — генерал-фельдмаршал принц Георг Людвиг Шлезвиг-Гольштейн
- 28.06.1762 — 06.11.1796 — Императрица Екатерина II
- 07.11.1796 — 11.03.1801 — Император Павел I
- 10.11.1796 — 28.05.1800 — великий князь Николай Павлович
- 28.05.1800 — 09.09.1800 — великий князь цесаревич Константин Павлович
- 09.09.1800 — 10.09.1800 — генерал от кавалерии Александр Фридрих Карл принц Вюртембергский
- 10.09.1800 — 15.06.1831 — великий князь цесаревич Константин Павлович
- 25.06.1831 — 18.02.1855 — Император Николай I
- 19.02.1855 — 01.03.1881 — Император Александр II
- 28.10.1866 — 02.03.1881 — великий князь наследник цесаревич Александр Александрович (2-й шеф)
- 02.03.1881 — 21.10.1894 — Император Александр III
- 02.11.1894 — 04.03.1917 — Император Николай II
- 25.03.1886 — 03.03.1888 — шеф 4-го эскадрона генерал-адъютант князь Голицын, Владимир Дмитриевич
- 25.12.1905 — хх.хх.1917 — шеф 4-го эскадрона генерал-адъютант барон Фредерикс, Владимир Борисович

## Подполковники Конной гвардии[5]
- 31.12.1730 — 15.12.1731 — генерал-аншеф граф Ягужинский, Павел Иванович
- 15.12.1731 — хх.05.1736 — генерал-адъютант, генерал-поручик князь Шаховской, Алексей Иванович
- хх.хх.1736 — 02.05.1738 — генерал-майор фон Траутфеттер, Бурхард Эрнест
- 28.01.1738 — 09.11.1740 — наследный принц Курляндский граф фон Бирон, Пётр Эрнст
- 10.11.1740 — 24.01.1763 — генерал-майор (с 1746 — генерал-поручик, с 1755 г. — генерал-аншеф) Ливен, Юрий Григорьевич
- 05.09.1748 — 06.03.1762 — генерал-аншеф (с 05.09.1756 — генерал-фельдмаршал) граф Разумовский, Алексей Григорьевич
- 28.06.1762 — 11.04.1780 — генерал-аншеф (с 28.06.1768 — генерал-адъютант) князь Волконский, Михаил Никитич
- 25.03.1764 — 13.04.1783 — генерал-адъютант, генерал-поручик (с 30.12.1764 — генерал-аншеф, с 11.05.1765 — генерал-фельдцейхмейстер) граф (с 04.10.1772 — светлейший князь) Орлов, Григорий Григорьевич
- 21.11.1784 — 25.11.1796 — генерал-фельдмаршал граф Румянцев-Задунайский, Пётр Александрович
- 08.09.1790 — 17.11.1796 — генерал-адъютант, генерал-аншеф граф Салтыков, Иван Петрович

## Командиры полка
(Командующий в дореволюционной терминологии означал временно исполняющего обязанности начальника или командира. С 1820-х годов должности командира гвардейского полка соответствовал чин генерал-майора, и при назначении на эту должность полковников они оставались командующими до момента своего производства в генерал-майоры).
- хх.хх.1731 — 02.05.1738 — младший подполковник гвардии и генерал-майор фон Траутфеттер, Бурхард Эрнест
- 10.11.1740 — хх.хх.1744 — подполковник гвардии и генерал-майор Ливен, Юрий Григорьевич
- хх.хх.1744 — хх.хх.1761 — премьер-майор гвардии и генерал-майор (с 05.09.1753 генерал-поручик) князь Черкасский, Пётр Борисович
- хх.хх.1761 — 24.07.1762 — премьер-майор (с 09.07.1762 подполковник) гвардии и генерал-майор Бергер, Яков Фёдорович
- 24.07.1762 — 01.01.1764 — секунд-майор гвардии и генерал-поручик князь Черкасский, Пётр Петрович
- 01.01.1764 — 10.09.1767 — ротмистр гвардии (с 01.01.1764 премьер-майор гвардии, с 22.09.1766 генерал-майор) князь Голицын, Пётр Яковлевич
- 22.09.1767 — 05.03.1781 — премьер-майор гвардии и генерал-майор (с 21.04.1773 генерал-поручик) Давыдов, Иван Иванович
- 05.03.1781 — 02.06.1788 — премьер-майор гвардии и генерал-майор (с 22.09.1786 генерал-поручик) Михельсон, Иван Иванович
- 02.06.1788 — 17.05.1789 — премье[7] р-майор гвардии и генерал-майор Бабарыкин, Пётр Иванович
- 17.05.1789 — 18.06.1789 — секунд-майор гвардии и бригадир Римский-Корсаков, Александр Михайлович
- 18.06.1789 — 05.03.1792 — премьер-майор гвардии и генерал-майор Бабарыкин, Пётр Иванович
- 24.11.1792 — 28.01.1793 — премьер-майор гвардии и генерал-майор Шереметев, Василий Сергеевич
- 28.01.1793 — 10.09.1797 — секунд-майор гвардии и генерал-майор (с 02.05.1797 генерал-лейтенант) Васильчиков, Григорий Алексеевич
- 10.09.1797 — 24.11.1797 — полковник (с 17.09.1797 генерал-майор) Муравьёв, Пётр Семёнович
- 24.11.1797 — 02.03.1798 — генерал-лейтенант барон фон дер Пален, Пётр Алексеевич
- 02.03.1798 — 18.03.1798 — генерал-майор Муравьёв, Пётр Семёнович
- 18.03.1798 — 05.01.1800 — генерал-лейтенант князь Голицын, Борис Андреевич
- 26.01.1800 — 14.08.1800 — генерал-майор Каракулин, Михаил Сергеевич
- 14.08.1800 — 04.10.1800 — полковник Янкович-де-Мириево, Иван Фёдорович
- 05.10.1800 — 08.12.1800 — генерал-адъютант генерал-майор Кожин, Сергей Алексеевич
- 08.12.1800 — 26.01.1803 — генерал-лейтенант (с 15.09.1801 генерал от кавалерии) Тормасов, Александр Петрович
- 04.02.1803 — 06.06.1811[7] — полковник (с 17.05.1803 генерал-майор) Янкович-де-Мириево, Иван Фёдорович

- 06.06.1811[8] — 16.01.1819 — командующий полковник (с 26.12.1812 генерал-майор) Арсеньев, Михаил Андреевич
  - 26.08.1812 — хх.09.1812 — командующий полковник Леонтьев, Иван Сергеевич
- 16.01.1819 — 21.04.1828 — генерал-майор (с 04.06.1820 генерал-адъютант, с 25.12.1825 граф) Орлов, Алексей Фёдорович
- 21.04.1828[9] — 27.05.1833 — генерал-майор барон Оффенберг, Фёдор Петрович
- 27.05.1833[10] — 17.11.1837 — генерал-майор Свиты Е. И. В. барон Мейендорф, Егор Фёдорович
- 06.12.1837 — 09.05.1844 — генерал-майор (с 01.07.1839 в Свите) Эссен, Антон Антонович
- 09.05.1844[11] — 06.12.1853 — генерал-майор (с 07.11.1846 генерал-майор Свиты, с 03.04.1849 генерал-адъютант) Ланской, Пётр Петрович
- 06.12.1853 — 27.12.1855 — генерал-майор Свиты (с 17.04.1855 генерал-адъютант) граф Ламберт, Карл Карлович
- 27.12.1855 — 30.08.1864 — флигель-адъютант полковник (с 26.08.1856 генерал-майор Свиты, с 25.03.1863 генерал-адъютант) светлейший князь Голицын, Владимир Дмитриевич
- 30.08.1864 — 23.05.1869 — генерал-майор Свиты (с 28.10.1866 граф) Граббе, Николай Павлович
- 23.05.1869 — 16.01.1871 — генерал-майор Свиты Манвелов, Александр Николаевич
- 16.01.1871 — 27.07.1875 — генерал-майор Свиты граф Протасов-Бахметев, Николай Алексеевич
- 27.07.1875 — 14.07.1883 — генерал-майор Свиты барон Фредерикс, Владимир Борисович
- 14.07.1883 — 24.07.1884 — флигель-адъютант, полковник князь Барятинский, Александр Владимирович
- 18.08.1884 — 20.11.1890 — генерал-майор Блок, Константин Александрович
- 20.11.1890 — 11.08.1896 — флигель-адъютант полковник (с 30.08.1893 генерал-майор) великий князь Павел Александрович
- 11.08.1896 — 25.05.1901 — генерал-майор князь Одоевский-Маслов, Николай Николаевич
- 25.05.1901 — 24.06.1904 — генерал-майор Гернгросс, Евгений Александрович
- 10.07.1904 — 04.07.1906 — генерал-майор Свиты князь Багратион-Мухранский, Александр Ираклиевич
- 04.07.1906 — 15.04.1911 — генерал-майор Свиты Нахичеванский, Гусейн Хан
- 15.04.1911 — 03.10.1914 — флигель-адъютант полковник (с 25.03.1912 генерал-майор Свиты) Скоропадский, Павел Петрович
- 03.10.1914 — 23.04.1917 — полковник (с 25.03.1915 генерал-майор Свиты) Гартман, Борис Егорович
- 14.05.1917 — 09.08.1917 — командующий полковник Старосельский, Всеволод Дмитриевич
- 09.08.1917 — хх.12.1917 — генерал-майор Аленич, Михаил Евграфович

## Внешний вид
Нижние чины полка комплектовались из высоких жгучих брюнетов с усиками (4-й эскадрон — с бородами).
Общая полковая масть коней — вороная (с основания полка, затем — разная в период войн, вновь вороная с 1823 г.), у трубачей с 1737 г. масть коней серая.

## Форма одежды

### 1914 год
Форма одежды — Общекирасирская:
- мундир (парадный) — колет, тулья, выпушка — белый;
- мундир (праздничный), околыш, погоны, воротник, обшлага, лампас, выпушка — алый, вальтрап, обшлаг — тёмно-синий;
- мундир (повседневный) — тёмно-зелёный, обшивка — оранжевый, обшивка, эполеты, металлический прибор — золотой.

## Флюгер
Флюгер:
- Цвета: Средний треугольник — белый, верхний треугольник — жёлтый. нижний треугольник — тёмно-синий.

## Боевые отличия
- Георгиевский штандарт с Андреевской юбилейной лентой и надписями: «За взятие при Аустерлице неприятельского знамени и за отличие при поражении и изгнании неприятеля из пределов России 1812 года» и «1730-1830».
- 22 георгиевские трубы, с надписью «Фер-Шампенуаз».
- Серебряные литавры с надписью: «Sub. Felicissimo, cersemine Potentissime Regissvecia Carolus XII cum. Polonis Saxon. Tart. Woloscis et noc formen icta globum, hostitis Clitzoviam in Pol. 1702» («За славную победу Великого Короля Шведского Карла XII над Поляками, Саксонцами, Татарами, Валахами и другими чужеземными народами под Клишовым в Польше. 1702 год»). Принадлежали шведской Конной Гвардии, отбиты у Переволочны, (в другом источнике указано что после боя у Полтавы[13]) и пожалованы Лейб-шквадрону князя Меншикова; по сформировании лейб-гвардии Конного полка сданы в арсенал, затем хранились в Придворной церкви в Стрельне и 4.07.1827 г. вновь выданы в полк.

## Полковые здания
По окончании правления Екатерины II Конногвардейскому полку под казармы было передано здание Таврического дворца — резиденции князя Потёмкина-Таврического, подаренной ему императрицей и после его смерти в 1791 году вернувшейся в казну (всё дворцовое имущество по распоряжению Павла I было перенесено в новую императорскую резиденцию, Михайловский замок). После убийства Павла император Александр I вновь включил здание в число императорских резиденций. Взамен под строительство казарм, конюшен и манежа был выделен участок, пролегающий между Конногвардейским бульваром и Адмиралтейской улицей (затем — Большая или Ново-Исаакиевская, с 1923 года — улица Якубовича), ограниченный Сенатской площадью с одной стороны и Малой Луговой улицей (после 1836 года Благовещенская, с 1923 — улица Труда) — с другой.

### Манеж
Конногвардейский манеж был возведён в 1804—1807 годах по проекту архитектора Джакомо Кваренги. Здание в классическом стиле, вытянутое между Конногвардейским бульваром (№ 2) и Адмиралтейской улицей (современный адрес — улица Якубовича, 1) своим фасадом обращено к Сенатской площади и Александровскому саду.
Между 1931 и 1934 годами заключённый «шарашки» архитектор Н. Е. Лансере провёл реконструкцию манежа под гараж ОГПУ: был надстроен второй этаж с ведущими на него пандусами.
Начиная с 1967 года здание бывшего Конногвардейского манежа используется в качестве выставочного зала (Центральный выставочный зал «Манеж»).

### Казармы
Одновременно с манежем строились здания полковых конюшен и казарм:
- № 4 по Конногвардейскому бульвару (№ 3 по улице Якубовича, № 1 по Почтамтскому, № 2 по Конногвардейскому переулку). С 2008 года в этом здании находится Музей русской водки.
- № 6 по Конногвардейскому бульвару (№ 5 по улице Якубовича, № 1 по Конногвардейскому переулку, № 6 улице Труда (в те времена — Малая Луговая, после 1836 года, со строительством полковой церкви — Благовещенская).

### Церковь
В 1844—1849 годах неподалёку от казарм, на Морском лугу, был возведён полковой храм — Благовещенская церковь. Здание в русско-византийском стиле, построенное по проекту архитектора Константина Тона, было снесено вскоре после закрытия церкви в 1929 году под предлогом «стеснения трамвайного движения». Фундаменты, пещерный храм и некрополь были уничтожены в середине 1990-х годов при строительстве подземного торгового комплекса (в настоящее время — подземный переход под площадью Труда).

## Известные конногвардейцы
См. Категория:Конногвардейцы